# Dognacskaíta
La dognacskaíta es un mineral sulfuro.
Se descubrió en la localidad de Dognascka, en la antigua Hungría, (hoy en día Dognecea, Rumanía) suponiendo que se trataba de una especie independiente, una sulfosal de plomo y bismuto. Estudios recientes han demostrado que todos los ejemplares clasificados con este nombre son realmente mezclas complejas de otros minerales, principalmente bismutinita rodeada de wittichenita, que a su vez está rodeada por sulfuros de cobre, principalmente djurleita  y covellina.
No se conoce la localidad exacta de la que Krammer obtuvo los ejemplares estudiados, pero probablemente se trata de Petri-Pauli, actualmente la mina Petru şi Pavel, en los montes Danilii, actualmente Rumanía.
- Datos: Q5812369

1. ↑  Krenner, József (1884). «Emplektit und das sogenannte Tremolit von Rézbánya». Földtani Közlöny, 14, 564-566.
2. 1 2  Papp, G., Criddle, A.J. y Stanley, C.J. (2012). «A re-investitaion of "dognácsaite"». The Canadian Mineralogist, 50, 341-351.